# Бесси, Амброджо
Амброджо Бесси (итал. Ambrogio Bessi; 1 июля 1915, Умаг, Истрийская жупания — 12 августа 1997, Триест) — итальянский баскетболист. Участник летних Олимпийских игр 1936 года, серебряный призёр чемпионата Европы 1937 года.

## Биография
Амброджо Бесси родился 1 июля 1915 года в австро-венгерском городе Умаг (сейчас в Хорватии).
Играл в баскетбол за римский «Лацио», «Джиннастику Триестину», в составе которой дважды выигрывал чемпионат Италии в 1940—1941 годах. В сезоне-1938/39 играл за «Виртус» из Болоньи на правах аренды из «Джиннастики Триестины».
В 1936 году вошёл в состав сборной Италии по баскетболу на летних Олимпийских играх в Берлине, занявшей 7-е место. Провёл 1 матч, очков не набирал.
В 1937 году завоевал серебряную медаль чемпионата Европы в Риге. Провёл 3 матча, набрал 7 очков.
В 1939 году участвовал в чемпионате Европы в Каунасе, где итальянцы заняли 6-е место. Провёл 3 матча, набрал 12 очков.
В 1936—1941 годах провёл за сборную Италии 21 матч, набрал 20 очков.
Умер 12 августа 1997 года в итальянском городе Триест.